# Moris Merlo-Ponti
Moris Merlo-Ponti (fr. Maurice Merleau-Ponty; 14. mart 1908. — 3. maj 1961) bio je francuski fenomenološki filozof, pod snažnim uticajem Edmunda Huserla i Martina Hajdegera. Najviše ga je zanimala proizvodnja značenja u ljudskom iskustvu i pisao je mnogo o percepciji, umetnosti i politici. Bio je u uredničkom odboru levičarskog magazina Les Temps Modernes, koji je 1945. osnovao Žan-Pol Sartr.
U srcu Merlo-Pontijeve filozofije je argument o fundamentalnoj ulozi koju percepcija ima u razumevanju sveta, kao i u odnošenju prema svetu. Kao i drugi fenomenolozi, Merlo-Ponti je izrazio svoja filozofska stanovišta pišući o umetnosti, literaturi, lingvistici i politici. Bio je jedini značajni fenomenolog prve polovine dvadesetog veka koji se u velikoj meri bavio i naukama, posebno deskriptivnom psihologijom. Kroz ovaj angažman je njegovo pisanje postalo uticajno i značajno za skorašnji projekat naturalizacije fenomenologije, u kom fenomenolozi koriste rezultate iz psihologije i kognitivnih nauka. Merlo-Ponti je naglasio značaj tela kao primarnog mesta saznanja sveta, što je predstavljalo korektiv dugoj filozofskoj tradiciji označavanja svesti kao izvora znanja. Takođe je značajan i njegov uvid da telo i opažaji ne mogu biti zasebno posmatrani. Artikulacija primarnosti telesnosti odvela ga je od fenomenologije ka onome što je nazvao "indirektnom ontologijom" ili ontologijom "mesa sveta" (la chair du monde), koju pominje u svom poslednjem nezavršenom delu Vidljivo i nevidljivo, i u svom poslednjem objavljenom eseju "Oko i um".

## Život
Merlo-Ponti je rođen 1908. u Rošfor-sir-Meru, u Primorskom Šarantu, u Francuskoj. Njegov otac je umro 1913. godine, kad je Merlo-Ponti imao pet godina. Nakon gimnazije „Luj Veliki“ u Parizu, Moris Merlo-Ponti je upisao prestižni Ekol Normal Superior, gde je studirao zajedno sa Sartrom, Simon de Bovoar i Simon Vej. Diplomirao je filozofiju 1930. godine.
Merlo-Ponti je najpre predavao u Šartru, pa je postao tutor u Ekol Normal Superior, gde je odbranio doktorat zasnovan na dve značajne knjige: Struktura ponašanja (1942) i Fenomenologija percepcije (1945).
Nakon profesure na Univerzitetu u Lionu između 1945. i 1948, Merlo-Ponti je predavao dečiju psihologiju i obrazovanje na Sorboni od 1949. do 1952. godine. Bio je dekan na Filozofskom fakultetu na Kolež de Fransu od 1952. do svoje smrti 1961, i bio je najmlađa osoba koja je izabrana za dekana.
Pored predavanja, Merlo-Ponti je takođe bio politički urednik u časopisu Les Temps modernes od njegovog osnivanja u oktobru 1945. do decembra 1952. godine. U mladosti je čitao Marksa, a Sartr je čak tvrdio da ga je Merlo-Ponti preobratio u marksizam. Njihovo prijateljstvo se završilo nakon sporenja, jer je Merlo-Ponti izgubio iluzije o komunizmu, dok je Sartr nastavio da ih podržava.
Merlo-Ponti je iznenada umro od šloga 1961, sa 53 godine, navodno dok je pripremao predavanje o Dekartu. Sahranjen je na groblju Per Lašez u Parizu.

## Svest
U svojoj Fenomenologiji percepcije (prvo objavljenoj na francuskom 1945), Merlo-Ponti je razvio koncept tela-subjekta kao alternativu kartezijanskom "kogitu". Ova distinkcija je posebno značajna jer Merlo-Ponti shvata suštinu sveta egzistencijalno. Svest, svet i ljudsko telo kao spoznajna stvar su zamršeno povezane i međusobno "angažovane". Fenomenalna stvar nije nepromenjivi objekat prirodnih nauka, već je u uzajamnoj vezi sa našim telom i njegovim senzorno-motornim funkcijama. Zauzimanje i "bivanje-sa" (communing with, Merlo-Pontijeva fraza) senzibilnim kvalitetima na koje nailazi, telo kao ovaploćena subjektivnost intencionalno elaborira stvari u okviru uvek prisutnog okvira sveta, koristeći svoje unapred svesno, prepredikativno razumevanje sastava sveta. Elaboracija je "neiscrpna" (žig svake percepcije prema Merlo-Pontiju). Stvari su ono što telo može da obuzme, dok je to obuzimanje po sebi funkcija naše konaturalnosti sa stvarima sveta. Svet i osećaj sopstva su pojavni fenomeni u nezavršenom procesu "postajanja".
Esencijalna parcijalnost našeg viđenja stvari, njihova datost samo u određenoj perspektivi i u određenom momentu u vremenu ne sputava njihovu realnost, već ih upravo suprotno uspostavlja, jer ne postoji drugi način da stvari zajedno budu prisutne sa nama i sa drugim stvarima do "Abschattungen" (skice, blede konture). Stvar nadmašuje naše viđenje, ali se manifestuje tačno kroz prezentovanje sebe nizu mogućih viđenja. Objekat percepcije je imanentno vezan za svoju pozadinu sponom smislenih odnosa među objektima u svetu. Zbog toga što je objekat neodvojivo u svetu smislenih odnosa, svaki objekat reflektuje drugi (u stilu Lajbnicovih monada). Kroz učešće u svetu - bivanje-u-svetu - onaj koji spoznaje prećutno doživljava sve perspektive tog objekta koje dolaze iz stvari koje ga okružuju u nekoj sredini, kao i potencijalne perspektive koje taj objekat ima na bića oko njega. Svaki objekat je "ogledalo svih stvari". Naša percepcija objekta kroz sve perspektive nije propozicionalna, ili jasno razgraničena percepcija. To je pre dvosmislena percepcija zasnovana na telesnom primordijalnom učešću i razumevanju sveta i značenja koja konstituišu perceptualnu celinu. Tek nakon što smo integrisani u okruženje kako bismo mogli da spoznamo objekte po sebi, možemo da usmerimo pažnju ka pojedinačnom objektu u tom pejzažu kako bismo ga definisali jasnije. (Ova pažnja, međutim, ne operiše tako što razjašnjava ono što je već viđeno, već kroz konstruisanje novih celina (geštalt) orijentisanih prema pojedinačnom objektu). Zbog toga što je naša telesna povezanost sa stvarima uvek privremena i neodređena, nailazimo na smislene stvari u jedinstvenoj misli o večno otvorenom svetu.

## Primarnost percepcije
Od vremena pisanja Strukture ponašanja i Fenomenologije percepcije, Merlo-Ponti je želeo da pokaže da nasuprot ideji koja je vodila tradiciju počevši sa Džonom Lokom, da percepcija nije uzročni proizvod atomskih senzacija. Atomističko-uzročna koncepcija je ovekovečena u određenim psihološkim strujama tog vremena, posebno u bihejviorizmu. Prema Merlo-Pontiju, percepcija ima aktivnu dimenziju, tako što je ona primordijalna otvorenost ka svetu (ka "Lebenswelt-u"). Ova primordijalna otvorenost je u srcu njegove teze o primarnosti percepcije. Slogan fenomenologije Ednunda Huserla je "sva svest je svest o nečemu", što implicira razliku između "činova misli" (noesis) i "intencionalnih objekata misli" (noema). Tako odnos između noesisa i noeme postaje prvi korak u konstituciji analize svesti. Međutim, studirajući Huserlove neobjavljene rukopise, Merlo-Ponti je primetio da Huserlov rad kroz njegovu evoluciju osvetljava fenomene koji nisu u skladu sa noesis-noema odnosom. Ovo je posebno slučaj sa fenomenima telesnosti (istovremeno telo-subjekt i telo-objekt), subjektivnim vremenom (svest o vremenu nije ni svestan čin, ni objekat misli) i drugim (prvo razmatranje drugosti je kod Huserla vodilo do solipsizma).
Razlika između noesisa i noema dakle ne deluje kao da konstituiše nesvodiv teren. Radije se ispostavlja kao viši nivo analize. Tako Merlo-Ponti ne postulira da je "sva svest svest o nečemu", koja pretpostavlja noetičko-moematički teren. Umesto toga, on razvija tezu prema kojoj je "sva svest perceptualna svest". Pri tome, on ostvaruje značajan preokret u razvoju fenomenologije, ukazujući na to da konceptualizacija treba da se bude ponovo ispitana u svetlu primarnosti percepcije, imajući na umu filozofske posledice ove teze.

## Korporealnost
Polazeći od studije o percepciji, Merlo-Ponti zaključuje da sopstveno telo (le corps propre) nije samo stvar, mogući objekat proučavanja nauke, već i trajno stanje iskustva, sastavni deo perceptualne otvorenosti svetu. On naglašava činjenicu da postoji pripadanje svesti i tela koje analiza percepcije treba da uzme u obzir. Primarnost percepcije označava primarnost iskustva, tako što percepcija postaje aktivna i konstitutivna dimenzija.
Merlo-Ponti objašnjava korporealnost svesti kao intencionalnost tela, i tako stoji u kontrastu sa dualističkom ontologijom uma i tela Renea Dekarta, filozofa kom se Merlo-Ponti stalno vraćao, uprkos značajnim razlikama koje su ih delile. U Fenomenologiji percepcije Merlo-Ponti je napisao: "Dok god imam šake, stopala, telo, održavam oko sebe namere koje nisu zavisne od mojih odluka i koje utiču na moje okruženje na način na koji ja ne biram" (1962. pp. 440).
Pitanje koje se tiče korporealnosti povezuje takođe Merlo-Pontijeve refleksije o prostoru (l'espace) i primarnost dimenzije dubine (la profondeur) što je implicirano u pojmu bivanja u svetu (être au monde, odjek Hajdegerovog In-der-Welt-sein) i u sopstvenom telu (le corps propre).

## Jezik
Naglašavanje činjenice da korporealnost intrinistički ima dimenziju ekspresivnosti koja se ispostavlja kao fundamentalna za konstituciju ega je jedan od zaključaka "Strukture ponašanja" koji se konstantno provlači kroz Merlo-Pontijeva kasnija dela. Prateći temu ekspresivnosti, on istražuje kako je ovaploćeni subjekt u poziciji da preduzima akcije koje prevazilaze organski nivo tela, kao što su intelektualne operacije i proizvodi nečijeg kulturnog života.
Pažljivo razmatra jezik kao srž kulture, istražujući veze između razvoja misli i smisla - obogaćujući svoju perspektivu ne samo analizom sticanja jezika i ekspresivnosti tela, već uzimajući u obzir patologije jezika, slikanja, kinematografije, literature, poezije i pesme.
Ovaj rad se najviše bavi jezikom, počevši sa refleksijama o umetničkoj ekspresiji u Strukturi ponašanja, koja sadrži pasus o El Greku koji sadrži opaske koje je razvio u "Sezanovoj Sumnji" (1945) i praćen je diskusijom u Fenomenologiji percepcije. Rad koji je počeo dok je bio dekan departmana za dečiju psihologiju i pedagogiju na Univerzitetu u Sorboni, ne predstavlja napuštanje njegovog filozofskog i fenomenološkog rada, već značajan nastavak u razvoju njegove misli. Kao što objašnjenja kursa njegovih predavanja na Sorboni objašnjavaju, za vreme ovog perioda on nastavlja dijalog između fenomenologije i raznovrsnog rada u okviru psihologije, sve kako bi se vratio studiji sticanja jezika kod dece, kao i uticaja koji je Ferdinand de Sosir imao na lingvistiku, i kako bi radio na pojmu strukture kroz diskusije u radu u psihologiji, lingvistici i socijalnoj antropologiji.

## Umetnost
Važno je pojasniti i naglasiti da se pažnja koju Merlo-Ponti obraća na različite oblike umetnosti (vizuelne, plastične, literaturne, poetske, i sl.) ne treba pripisati razmišljanju o lepoti po sebi. Takođe njegov rad nije pokušaj da se elaboriraju normativni kriterijumi za "umetnost". Njegov rad ne predstavlja teorijski pokušaj da se razlikuje ono što konstituiše značajan rad ili umetničko delo, ili čak rukotvorinu.
Korisno je spomenuti da, dok ne postavlja nikakve normativne kriterijume za umetnost kao takvu, u njegovom radu je prevalentna razlika između primarnih i sekundarnih načina izražavanja. Ova razlika se pojavljuje u Fenomenologiji percepcije, i ponavlja se ponekad u terminima izgovorenog jezika i govornog jezika (le langage parle i le langage parlant) ("Proza sveta"). Izgovoreni jezik (le langage parle) ili sekundarna ekspresija se vraća na naš lingvistički teret, na kulturno nasledstvo koje smo stekli, kao i na odnos između znakova i označavanja. Govorni jezik, ili primarna ekspresija, je jezik u proizvođenju smisla, jezik pojave misli, u momentu kad postaje pojava smisla. Govorni jezik i primarna ekspresija interesuju Merlo-Pontija i drže njegovu pažnju kroz njegovo tretiranje prirode produkcije i recepcije ekspresije, teme koja takođe prožima analizu akcije, intencionalnost, percepciju kao i vezu između slobode i spoljašnjih uslova. 
Pojam stila okupira važno mesto u "Indirektnom jeziku i glasovima tišine". Uprkos određenim sličnostima sa Andreom Malroom, Merlo-Ponti razlikuje sebe od Malroa u odnosu na tri koncepcije stila, od kojih je poslednja prisutna u Malroovim "Glasovima tišine". Merlo-Ponti primećuje da u svom radu Malro ponekad koristi "stil" u visoko subjektivnom smislu, kao projekciju umetnikove individualnosti. Ponekad se koristi suprotno, u vrlo metafizičkom smislu (prema Merlo-Pontijevom mišljenju, u mističnom smislu), u kom je stil povezan sa koncepcijom "über-umetnika" izražavajući "Duh slike". Konačno, ponekad je redukovano da jednostavno označi kategorizaciju umetničke škole ili pokreta.
Za Merlo-Pontija, ova korišćenja pojma stila vode Malroa da postulira rascep između objektivnosti italijanskog renesansnog slikarstva i subjektivnosti slikarstva njegovog vremena, što je zaključak koji Merlo-Ponti osporava. Prema Merlo-Pontiju, važno je uzeti u obzir srž ove problematike kroz prepoznavanje da je stil pre svega zahtev primarnosti percepcije, što takođe uzima u obzir dimenziju istoričnosti i intersubjektivnosti. (Međutim, Merlo-Pontijevo čitanje Malroa je dovedeno u pitanje u skorašnjoj velikoj studiji Malroove teorije umetnosti koja pretpostavlja da je Merlo-Ponti ozbiljno pogrešno razumeo Malroa).

## Nauka
U svom eseju "Sezanova sumnja", u kom identifikuje Sezanovu impresionističku teoriju slikarstva kao analognu sa njegovim konceptom radikalne refleksije, pokušajem povratka i refleksije na, prereflektivne svesnosti, Merlo-Ponti identifikuje nauku kao suprotnost umetnosti. Prema njegovom mišljenju, dok je umetnost pokušaj da se uhvati individualna percepcija, nauka je anti-individualistička. U predgovoru "Fenomenologije percepcije", Merlo-Ponti predstavlja fenomenološki prigovor pozitivizmu: da nam on ne govori ništa o ljudskoj subjektivnosti. Sve što naučni tekstovi mogu da objasne je pojedinačno individualno iskustvo tog naučnika, koje se ne može prevazići. Za Merlo-Pontija, nauka zapostavlja dubinu fenomena koji pokušava da objasni.
Merlo-Ponti razume nauku kao ex post facto apstrakciju. Uzročni i fiziološki aspekti percepcije, na primer, objašnjavaju percepciju u terminima do kojih se stiže tek nakon apstrakcije iz samog fenomena. Merlo-Ponti je kritikovao nauku zato što se smatra poljem u kom se kompletan račun prirode može dati. Subjektivna dubina fenomena ne može se objasniti naukom ovakva kakva je. To karakteriše Merlo-Pontijev pokušaj da zasnuje nauku na fenomenološkoj objektivnosti i, u suštini, da zasnuje "povratak fenomenima".

## Bibliografija (izbor)
Izvorna izdanja na francuskom
- 1942
- 1945
- 1947
- 1968
- 1948
- 1955
- , ispravljeno izdanje 1975
- , ispravljeno izdanje 1975
- 1953
- 1960
- 1964
- 1960
- 1968

Bibliografija na srpskom
- Oko i duh, 1968.
- Fenomenologija percepcije, 1978.
- Struktura ponašanja, 1984
- Humanizam i teror: esej o komunističkom problemu, 1986.
- Fenomenologija percepcije, 1990.
- Pohvala filozofiji i drugi ogledi, 2009.
- Vidljivo i nevidljivo, 2012.

## Spoljašnje veze
- , Jean-Luc Gouin, 1991/2010.
- Архивирано на веб-сајту  (21. јул 2011),
- Архивирано на веб-сајту  (21. јул 2011),
- Архивирано на веб-сајту  (11. јануар 2014) —
- Архивирано на веб-сајту  (7. јун 2011) —
- , Marjorie O’Loughlin, 1995